# Sidomulyo Barat
Sidomulyo Barat is een bestuurslaag in het regentschap Pekanbaru van de provincie Riau, Indonesië. Sidomulyo Barat telt 41.924 inwoners (volkstelling 2010).